# Loulle
Loulle – miejscowość i gmina we Francji, w regionie Burgundia-Franche-Comté, w departamencie Jura.
Według danych na rok 1990 gminę zamieszkiwało 169 osób, a gęstość zaludnienia wynosiła 16 osób/km² (wśród 1786 gmin Franche-Comté Loulle plasuje się na 575. miejscu pod względem liczby ludności, natomiast pod względem powierzchni na miejscu 404.).